# Az FC Barcelona átigazolásai

## Átigazolások a 2010-2011-es szezonban
Érkezett
- David Villa (Valencia) – 40 millió €
- Adriano Correia (Sevilla) -   10 millió €

Távozott
- Dmytro Chygrynskiy (Sahtar Doneck) – 15 millió €

## Átigazolások a 2009-2010-es szezonban
Érkezett
- Henrique Adriano Buss (Bayer Leverkusen) – kölcsönből vissza
- Maxwell Cabelino Andrade (Inter Milan) - 4,5+0,5 millió € (sikeresség alapján)
- Zlatan Ibrahimovic (Inter Milan) Samuel Eto'o + 24,5 millió €
- Keirrison (Palmeiras) - 14 millió €
- Dmytro Chygrynskiy (Sahtar Doneck)

Távozott
- Sylvinho (Manchester City)  lejárt a szerződése
- Alexander Hleb (VfB Stuttgart) 1 év kölcsönbe
- Samuel Eto'o (Inter Milan)
- Martín Cáceres (Juventus) kölcsönbe
- Keirrison (Benfica) 1 év kölcsönbe
- Eiður Guðjohnsen (AS Monaco)

## Átigazolások a 2008–2009-es szezonban
Érkezett
- Daniel Alves (Sevilla) – 29+6 millió € (sikeresség alapján)
- Seydou Keita (Sevilla) – 14 millió €
- Gerard Piqué (Manchester United) – 5 millió €
- Martín Cáceres (Villarreal CF) – 16,5 millió €
- José Manuel Pinto (Celta de Vigo) – 500,000 €
- Henrique Adriano Buss (Palmeiras) – 8+2 millió € (sikeresség alapján)
- Alexander Hleb (Arsenal) – 15+2 millió € (sikeresség alapján)

Távozott
- Edmílson (Villarreal) – lejárt a szerződése
- Giovani (Tottenham Hotspur) – 6+5 millió € (sikeresség alapján)
- Gianluca Zambrotta (AC Milan) – 8,5 millió €
- Deco  (Chelsea) – 10 millió £
- Ronaldinho Gaúcho (AC Milan) – 21+4 millió  (sikeresség alapján)
- Oleguer Presas (Ajax Amsterdam) – 3+2,25 millió € (sikeresség alapján)
- Henrique Adriano Buss (Bayer Leverkusen) – kölcsönbe
- Santiago Ezquerro (Osasuna) – lejárt a szerződése
- Lilian Thuram – visszavonult